# コム・アカデミー事件
コム・アカデミー事件（コムアカデミーじけん）は、1936年に「日本資本主義発達史講座」の執筆に参加した学者・研究者グループが、コミンテルンのコミニズマ・アカデミヤに類する組織であるとして、治安維持法により一斉に逮捕された事件のこと。
ちなみにコム・アカデミーとはソビエト連邦時代に存在したコミンテルンのKоммунизма-Академия（コムニズマ・アカデミヤ／共産主義アカデミー）に由来する日本語である。

## 概要
1936年（昭和11年）6月26日、時局新聞の編集者が検挙された。当局は編集者の取り調べを通じてコム・アカデミーの存在を認知。
同年7月10日、「日本資本主義発達史講座」の執筆に参加した学者・研究者グループ32名が一斉に検挙された。この時、左翼文化団体関係者29名も同時に逮捕された。事件は、研究グループが コミンテルンの文化指導部コム・アカデミーをまねた組織で共産党の別働隊であるとするねつ造によるものであった。この検挙で講座派は壊滅状態になり、ついで1937年から38年の人民戦線事件で労農派が一斉検挙を受けると、議論も不可能となり、両派による日本資本主義論争は中断した。
ここで言う左翼文化団体関係者とは、具体的には「文芸街」・「文芸評論」・「社会評論」・「時局新聞」などの編集・執筆メンバーである。
- 「社会評論」1935年3月創刊、反ファシズムのリベラル派の雑誌、執筆者に長谷川如是閑、河合栄治郎など。
- 「時局新聞」柳条湖事件の翌年に創刊された本紙は、体制迎合をあからさまにしていった一般新聞雑誌の堕落を憂い、鋭いジャーナリズム批判を貫いた希少メディアである。編集顧問に青野季吉・大宅壮一・鈴木茂三郎らを迎え、反ファシズム色を鮮明に出し、それゆえに度々の発禁に遭ったが、都市労働者や農民などの「大衆」を中心に読者層を広げた。戦争に突き進む日本帝国主義に歯止めをかける戦線統一の可能性をはらんでいた（犬丸義一）と評された。
- 「文芸評論」
- 「文芸街」

1. 「日本資本主義発達史講座」の執筆に参加した学者・研究者
野呂栄太郎（1934年2月19日拷問により死去,35歳）・服部之総・羽仁五郎・平野義太郎・山田盛太郎・小林良正・永田広志・相川春喜・伊豆公夫・玉城肇・木村恒夫・大塚金之助・渡辺謙吉・稲岡進・小川信一・山下徳治・小倉金之助・岡邦雄・田中康夫・風早八十二・秋笹正之輔・鈴木小兵衛・井汲卓一・坂本三善・西雅雄・土屋喬雄・小野武夫・細川嘉六・山田清三郎
2. 文化関係被検挙者
浅野辰雄、浅野次郎、中島正伍など

## 事件の経緯
昭和初期の日本では、日本社会を労働者、農民、学者、文化人などの立場から如何に変革すべきかについて盛んに論争が行われていた。
然し、天皇制（国体）を変革する事は当時の国家権力と真っ向から対立する事であった。
国体の護持は時の政府の絶対条件であった。
明治期に形成された国体論は，第一次世界大戦後から新たな展開を始め、共産主義運動を弾圧するための治安維持法（1925年）のなかに，「国体の変革」という新たな罪名を制定するに至った。革命、変革、改造、社会主義などを説くものは厳しい、過酷な弾圧を受けた。
満州国への侵略が開始されるとともに、民主的・自由主義的な学者とその学説にたいする迫害が強まり、1933年に滝川事件：京大滝川幸辰教授の講演「復活に現われたるトルストイの刑罰思想」と発禁になった著書「刑法読本」「刑法講義」が、右翼から攻撃されて議会で問題となり、大学側の抗議にかかわらず閣議決定で休職となり、法学部の教授、助教授、講師、助手、副手39名が連袂辞表提出、8教授免官、学生委員検挙等、1925年には美濃部事件：貴族院議員美濃部達吉博士の天皇機関説が、軍部と右翼の強迫を受け、「憲法撮要」等3著書が発売禁上、2著改訂命令、不敬罪・出版法違反で取調べ、貴族院議員・学士院会員辞任、ピストル狙撃で負傷、政府声明でこの学説の講義禁止宣言がなされた
日本資本主義発達史講座は、野呂栄太郎・服部之総・羽仁五郎・平野義太郎・山田盛太郎らを中心にマルクス主義理論家を結集して発刊された日本資本主義の歴史・経済・社会・文化の総合的研究であり1932年5月から1933年8月まで、岩波書店から刊行された。全7巻。刊行までには検閲・発行禁止がしばしば行なわれた。
研究結果は、当時の天皇制を変革するには当面ブルジョア民主主義革命を行い、それを通じて社会主義に至るという展望を示していた。
これは基本的に後に発表された日本共産党の32年テーゼと同じ認識であった。
日本資本主義発達史講座は『講座』とも略称され、雑誌『労農』による向坂逸郎らが当面する日本革命を社会主義革命とする立場から批判を行なったので、向坂らが「労農派」、『講座』の執筆者が「講座派」と呼ばれた。当時の社会科学研究者に大きな影響を与え、現在においても大きな影響力を有する著作が多い。
講座派と労農派の論争は「日本資本主義論争」と呼ばれた。
講座派は1936年のコム・アカデミー事件で一斉検挙されたためにほぼ壊滅、ついで1937年から38年の人民戦線事件で労農派が一斉検挙を受けると、議論も不可能となり、日本資本主義論争も中断した。しかし戦後、講座派の歴史観は農地改革に大きな影響を与え、現在の日本共産党の綱領にも反映されている。
当面する日本革命の任務を社会主義革命とする労農派の理論は戦後、日本社会党の理論的支柱となったが自社さ連立政権の樹立による路線変更、その後の社会民主党の衰退と運命を共にした。

## 転向者の釈放
拘束者は当年12月頃までに転向と著書廃棄の声明を出した。翌
1937年（昭和12年）3月19日、山田盛太郎、平野義太郎、小林良正、矢波久雄、桜井武雄の5名が釈放された。いずれも理論と立場を清算して転向を誓い、検事もそれを認めたことによるもの。

## 参考資料・文献
- 日本労働年鑑特集版「太平洋戦争下の労働運動、第5編、第2章「学問研究に対する弾圧」
- 毎日新聞社「昭和史全記録」
- 東松山市、夢見由宇のホームページ
- 世界大百科事典
- 大辞林(三省堂)